# نیروگاه برق آبی رانا
نیروگاه برق آبی رانا (به لاتین: Rana Hydroelectric Power Station) یک نیروگاه برقابی در نروژ است که در نوردلاند (نروژ) واقع شده‌است.